# 애슐리 존스
애슐리 존스(Ashley Jones, 1976년 9월 3일 ~ )는 미국의 배우이다.

## 출연 작품

### 영화
- Our Son, the Matchmaker (1996)
- 킹스 가드 (2000, The King's Guard)
- 데블스 스크림 (2001, Devil's Prey)
- 올드 스쿨 (2003)
- 게이브 더 큐피드 도그 (2012, Gabe the Cupid Dog)
- Angel's Perch (2013)
- 더 웨딩 링거 (2015)
- 12 Days of Giving (2017)

### 텔레비전
- 허리케인 2017년 (1993, The Fire Next Time)
- 더 영 앤 더 레스트리스 (1997-2001)
- 크로싱 조던 (2004)
- 더 볼드 앤 더 뷰티풀 (2004-13, 2015-16, 2018, 2020-현재)
- 트루 블러드 (2009)